# Дмитров (футбольный клуб)
«Дми́тров» — российский футбольный клуб из города Дмитрова.

## История
Футбольный клуб «Дмитров» основан в 11 июня 1992 году в дополнение к представлявшему Дмитровский район и выступавшему в Профессиональной футбольной лиге клубу «Трестар» (Останкино) с целью развития популяризации футбола среди детей и молодежи Дмитрова и Дмитровского района.
С 1997 года выступал в первенстве России среди КФК / ЛФЛ в зоне «Московская область» в группах «А» и «Б». В 2007 году был создан «Спортивный клуб „Дмитров“» с задачей выйти во второй дивизион, которая была успешно решена. В конце 2007 года для выступления в Профессиональной футбольной лиге был организован «Профессиональный футбольный клуб „Дмитров“».
В 2008 году получил профессиональную лицензию и был заявлен в зону «Запад» второго дивизиона. 20 апреля 2008 года клуб дебютировал во втором дивизионе первенства России в домашнем матче против «Зеленограда». Выступал в зоне «Запад» второго дивизиона в 2008—2009 годах. Главными тренерами были: в 2008 году — Андрей Афанасьев, в 2009 году — Максим Боков.
18 февраля 2010 года ФК «Дмитров» был исключён из ПФЛ. В 2010—2013 годах выступал в Первенстве России среди команд ЛФК, зона «Московская область», в группах «А» и «Б». В 2015 и 2016 годах в первой группе первенства Московской области играла команда «Дмитров», а затем остались только команды-участницы различных детско-юношеских соревнований.

## Статистика выступлений
| Первенство | Первенство                    | Первенство | Первенство | Первенство | Первенство | Первенство | Первенство | Первенство | Кубок |
| Сезон      | Лига                          | Место      | И          | В          | Н          | П          | Мячи       | О          | Кубок |
| ---------- | ----------------------------- | ---------- | ---------- | ---------- | ---------- | ---------- | ---------- | ---------- | ----- |
| 2008       | Второй дивизион, зона «Запад» | 8 из 19    | 36         | 14         | 7          | 15         | 40-42      | 49         | 1/512 |
| 2009       | Второй дивизион, зона «Запад» | 10 из 19   | 36         | 14         | 8          | 14         | 40-36      | 50         | 1/256 |

| Сезон | Лига                                                                         | Лига                                                                | Место    | Место    | И  | В  | Н | П  | Мячи   | О  |  |
| --- | ---------------------------------------------------------------------------- | ------------------------------------------------------------------- | -------- | -------- | -- | -- | - | -- | ------ | -- |  |
| 1997 | Первенство КФК, МРО «Центр», зона «Подмосковье», группа «А»                  | Первенство КФК, МРО «Центр», зона «Подмосковье», группа «А»         | 5 из 12  | 5 из 12  | 22 | 10 | 5 | 7  | 30-26  | 35 |  |
| 1998 | Первенство КФК, МРО «Центр», зона «Московская область», группа «А»           | Первенство КФК, МРО «Центр», зона «Московская область», группа «А»  | 13 из 14 | 13 из 14 | 26 | 4  | 2 | 20 | 31-104 | 14 |  |
| 1999 | Первенство КФК, зона «Московская область», группа «Б»                        | Первенство КФК, зона «Московская область», группа «Б»               | 7 из 13  | 7 из 13  | 24 | 9  | 7 | 9  | 37-40  | 33 |  |
| 2000 | Первенство КФК, МРО «Центр», зона «Московская область», группа «Б»           | Первенство КФК, МРО «Центр», зона «Московская область», группа «Б»  | 8 из 14  | 8 из 14  | 26 | 12 | 1 | 13 | 57-40  | 37 |  |
| 2001 | Первенство КФК, МРО «Центр», зона «Московская область», группа «Б»           | Первенство КФК, МРО «Центр», зона «Московская область», группа «Б»  | 2 из 16  | 2 из 16  | 30 | 21 | 6 | 3  | 72-21  | 69 |  |
| 2002 | Первенство КФК, МРО «Центр», зона «Московская область», группа «Б»           | Первенство КФК, МРО «Центр», зона «Московская область», группа «Б»  | 3 из 16  | 3 из 16  | 30 | 21 | 4 | 5  | 75-20  | 67 |  |
| 2003 | Первенство КФК, МРО «Центр», зона «Московская область», группа «А»           | Первенство КФК, МРО «Центр», зона «Московская область», группа «А»  | 11 из 16 | 11 из 16 | 30 | 10 | 5 | 15 | 41-56  | 35 |  |
| 2004 | Любительская футбольная лига, зона «Московская область», группа «Б»          | Любительская футбольная лига, зона «Московская область», группа «Б» | 4 из 18  | 4 из 18  | 34 | 24 | 3 | 7  | 104-39 | 75 |  |
| 2005 | Любительская футбольная лига, зона «Московская область», группа «Б»          | Любительская футбольная лига, зона «Московская область», группа «Б» | 1 из 14  | 1 из 14  | 26 | 22 | 3 | 1  | 79-20  | 69 |  |
| 2006 | Любительская футбольная лига, зона «Московская область», группа «А»          | Любительская футбольная лига, зона «Московская область», группа «А» | 14 из 16 | 14 из 16 | 30 | 7  | 7 | 16 | 30-49  | 28 |  |
| 2007 | Любительская футбольная лига, зона «Московская область», группа «А»          | Любительская футбольная лига, зона «Московская область», группа «А» | 2 из 16  | 2 из 16  | 30 | 23 | 2 | 5  | 64-24  | 71 |  |
| |                                                                              |                                                                     |          |          |    |    |   |    |        |    |  |
| 2010 | Любительская футбольная лига, зона «Московская область», группа «А»          | Любительская футбольная лига, зона «Московская область», группа «А» | 11 из 16 | 11 из 16 | 30 | 9  | 5 | 16 | 43-72  | 32 |  |
| 2011/12 | Первенство России среди ЛФК, зона «Московская область», группа «А»           | Первенство России среди ЛФК, зона «Московская область», группа «А»  | 10 из 15 | 10 из 15 | 28 | 14 | 4 | 24 | 71-101 | 46 |  |
| 2012 | Первенство России среди ЛФК, зона «Московская область», группа «А»           | Первенство России среди ЛФК, зона «Московская область», группа «А»  | 17 из 18 | 17 из 18 | 17 | 3  | 1 | 13 | 8-47   | 10 |  |
| 2013 | Первенство России, III дивизион (ЛФК), зона «Московская область», группа «Б» | «Север»                                                             | 7 из 16  | 4 из 8   | 21 | 10 | 3 | 8  | 39-32  | 33 |  |
| 2013 | Первенство России, III дивизион (ЛФК), зона «Московская область», группа «Б» | за 7—8-е места                                                      | 7 из 16  | поб.     | 2  | 1  | 1 | 0  | 4-3    |    |  |
| |                                                                              |                                                                     |          |          |    |    |   |    |        |    |  |
| 2015 | Первенство Московской области, первая группа                                 | Первенство Московской области, первая группа                        | 6 из 11  | 6 из 11  | 20 | 8  | 3 | 9  | 43-36  | 27 |  |
| 2016 | Первенство Московской области, первая группа                                 | Первенство Московской области, первая группа                        | 3 из 10  | 3 из 10  | 18 | 8  | 3 | 9  | 56-30  | 33 |  |
| В 2008 и 2009 годах в группе «Б» зоны «Московская область» Любительской футбольной лиги играла команда «Дмитров-2». Также, в первенстве (чемпионате) Московской области в 2002 году в зоне 1 второй группы играла команда «Дмитров-2», в 2003 году в первой группе — «Дмитров», в 2004 году в высшей группе — «Дмитров-2» / «Дмитров». |                                                                              |                                                                     |          |          |    |    |   |    |        |    |  |

| Сезон | Турнир                                            | Стадия                          | Примечания                      |
| ----- | ------------------------------------------------- | ------------------------------- | ------------------------------- |
| 2008  | Кубок России среди ЛФК, «зона Московская область» | участвовала команда «Дмитров-2» | участвовала команда «Дмитров-2» |
| 2009  | Кубок России среди ЛФК, «зона Московская область» | участвовала команда «Дмитров-2» | участвовала команда «Дмитров-2» |
| 2010  | Кубок России среди ЛФК, «зона Московская область» | 1/16                            |                                 |
| 2011  | Кубок России среди ЛФК, «зона Московская область» | 1/8                             |                                 |
| 2012  | Кубок России среди ЛФК, «зона Московская область» | 1/8                             |                                 |
| 2013  | Кубок России среди ЛФК, «зона Московская область» | 1/32                            |                                 |
|       |                                                   |                                 |                                 |
| 2016  | Кубок Московской области                          | 1/32                            |                                 |